# Союз ТМА-7
«Союз ТМА-7» — пилотируемый космический корабль.

## Экипаж старта
- Командир корабля — Валерий Токарев  Россия (2-й полёт)
- Бортинженер-1 — Уильям Макартур (англ. William McArthur)  США (4-й полёт)
- Участник космического полёта — Грегори Олсен (англ. Gregory Olsen)  США (1-й полёт)

## Дублирующий экипаж
- Командир корабля — Михаил Тюрин  Россия
- Бортинженер-1 — Джеффри Уильямс (англ. Jeffrey Williams)  США
- Бортинженер-2 — Сергей Костенко  Россия

## Экипаж возвращения
- Командир корабля — Валерий Токарев  Россия
- Бортинженер-1 — Уильям Макартур  США
- Бортинженер-2 — Маркус Понтес  Бразилия

## Описание полёта
Корабль «Союз ТМА-7» стартовал с космодрома Байконур 1 октября 2005 года в 07:55 МСК. 3 октября в 09:27 «Союз ТМА-7» состыковался с МКС. В тот момент на МКС находился 11-й долговременный экипаж — Сергей Крикалёв и Джон Филлипс. 12-й основной экипаж МКС — Уильям Макартур и Валерий Токарев работали на МКС до 8 апреля 2006 года.
Участник космического полёта Грегори Олсен проводил на МКС исследования и эксперименты в течение 10 суток и вернулся на Землю вместе с экипажем МКС-11 на корабле «Союз ТМА-6». Грегори Олсен — третий космический турист, оплативший своё космическое путешествие из собственных средств (примерно 20 миллионов долларов США).
Основной экипаж МКС-12 проводил различные научные исследования и эксперименты, поддерживал МКС в рабочем состоянии, осуществил два выхода в открытый космос, принял и разгрузил три грузовых космических корабля «Прогресс». Один выход в открытый космос осуществлён из российского модуля «Пирс» в российских скафандрах, второй из американского модуля «Квест» в американских скафандрах.
1 апреля 2006 года на корабле «Союз ТМА-8» на станцию прибыл 13-й долговременный экипаж (МКС-13). Командир МКС-13 — Павел Виноградов и бортинженер Джеффри Уильямс. Вместе с ними на станцию с кратким визитом прибыл первый космонавт Бразилии — Маркос Понтес.
Планировавшееся прибытие на станцию американского шаттла «Дискавери» STS-121 в 2005 году не состоялось. Из-за проблем с отслаивающейся тепловой изоляцией внешнего топливного бака его полёт был перенесён на июль 2006 года.
Экипаж МКС-12 возвратился на Землю 9 апреля 2006 года, вместе с ним на Землю вернулся и Маркос Понтес. «Союз ТМА-7» с космонавтами Токаревым, Макартуром и Понтесом на борту совершил посадку 9 апреля в 03:47 МСК в 54 км северо-восточнее города Аркалык в Казахстане.

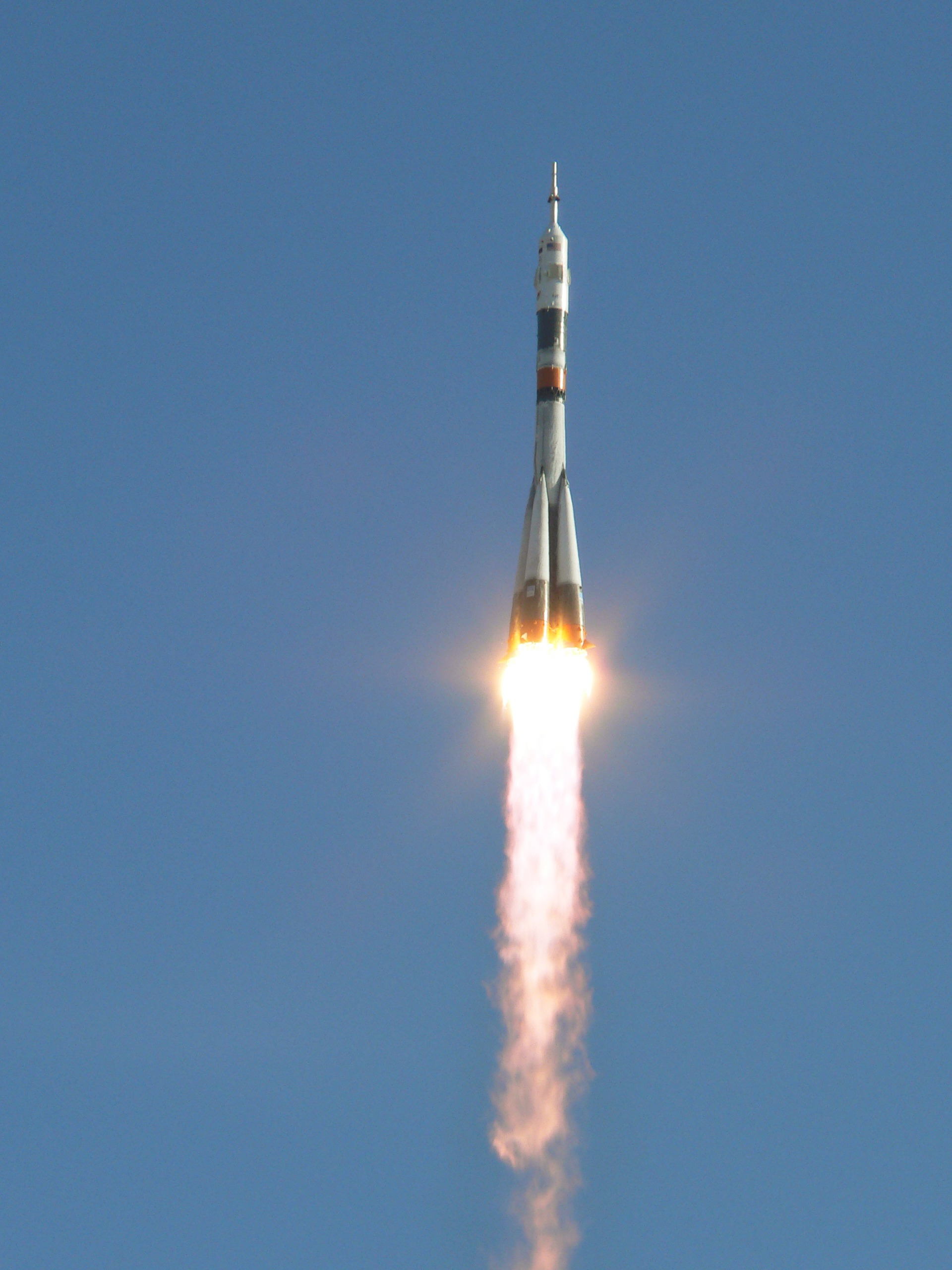
Запуск «Союза ТМА-7»